# Branch Rickey
Wesley Branch Rickey (* 20. Dezember 1881 in Portsmouth, Ohio; † 9. Dezember 1965 in Columbia, Missouri) war ein US-amerikanischer Baseballspieler, -manager und -funktionär in der Major League Baseball. Sein Spitzname war The Mahatma.

## Biografie
Branch Rickeys Karriere als Spieler in der American League war sehr kurz und nicht sehr erfolgreich. Sein erstes von insgesamt nur 120 Spielen bestritt er am 16. Juni 1905 für die St. Louis Browns. 1907 wechselte er dann zu den New York Highlanders, für die er in dieser Saison 52 Spiele bestritt. Aufgrund einer Verletzung seines Wurfarms verließ er den professionellen Baseball und verbrachte einige Jahre an der University of Michigan als Coach. Dort erwarb er auch einen Abschluss in Rechtswissenschaften. 1913 kehrte er in die Major Leagues zurück und arbeitete als Manager bei den St. Louis Browns. Dort zeigte sich sein Talent im Entdecken von jungen Spielern. George Sisler und Dizzy Dean waren seine Entdeckungen. 1916 übernahmen neue Besitzer die Browns und feuerten Rickey. Dieser verbrachte dann einige Zeit beim Militär, ehe er 1919 bei den St. Louis Cardinals als Manager und Teampräsident unter Vertrag genommen wurde. Während der Saison 1925 wurde er als Manager von Rogers Hornsby abgelöst, blieb aber in Verantwortung als Funktionär. 1926 gewannen die Cardinals die World Series gegen die Yankees, verkauften aber dann Hornsby an die New York Giants und verpflichteten Frankie Frisch als 2nd Baseman, der in den kommenden zehn Jahren ein herausragender Spieler für die Cardinals sein sollte. Die Cardinals sollten dann in den kommenden Jahren das dominierende Team der National League sein, das unter dem Namen Gashouse Gang bekannt war. 1931 gewann das Team erneut die World Series.
Rickey hatte unterdessen eine Organisation innerhalb von Minor-League-Teams aufgebaut, die der heutigen Struktur sehr ähnlich war. Der damalige Commissioner der Major League Kenesaw Mountain Landis sah dies allerdings sehr kritisch, da er glaubte, dass die Chancengleichheit der Teams nicht mehr gewahrt werde und die Unabhängigkeit der kleineren Mannschaften gefährdet sei. Allerdings sollte die Zukunft zeigen, dass Rickeys Weg derjenige war, der den Minor Leagues auch später ihre Existenzberechtigung gab und fast alle Teams im Minor League Baseball Filialen der großen Clubs sind. In seinem letzten Jahr als General Manager bei den Cardinals hatten diese ihr bestes Jahr. Sie gewannen 106 Spiele und gewannen die World Series.
1943 wechselte Branch Rickey dann zu den Brooklyn Dodgers. Dort sollte er für die größte Veränderung im Baseball im 20. Jahrhundert sorgen. Am 28. August 1945 ließ Rickey Jackie Robinson einen Minor-League-Vertrag unterzeichnen, um diesen in Montreal in der International League in der Saison 1946 spielen zu lassen. Robinson war dann in dieser Saison der beste Schlagmann in der International League und sollte am 15. April 1947 als erster afroamerikanischer Spieler in der Geschichte des modernen Baseballs in den Major Leagues spielen. Robinson wurde zum ersten Rookie des Jahres gewählt und die Dodgers erreichten die World Series gegen die Yankees, in der sie in sieben Spielen unterlagen.
In den 1950er Jahren arbeitete Rickey dann noch als General Manager bei den Pittsburgh Pirates, dort allerdings blieb ihm der große Erfolg versagt.
Im November 1965 brach er bei einer Rede, die er auf seiner Einführung in die Missouri Sports Hall of Fame hielt, zusammen und verstarb einen Monat später im Alter von 83 Jahren. 1967 wurde er vom Veterans Committee als Funktionär in die Baseball Hall of Fame aufgenommen.

## Darstellung in Film und Fernsehen
- Im Film The Jackie Robinson Story von 1950 gespielt von Minor Watson.
- Im Fernsehfilm Soul of the Game von 1996 gespielt von Edward Herrmann.
- Im Film 42 – Die wahre Geschichte einer Sportlegende von 2013 gespielt von Harrison Ford.